# Amtsgericht Zwickau

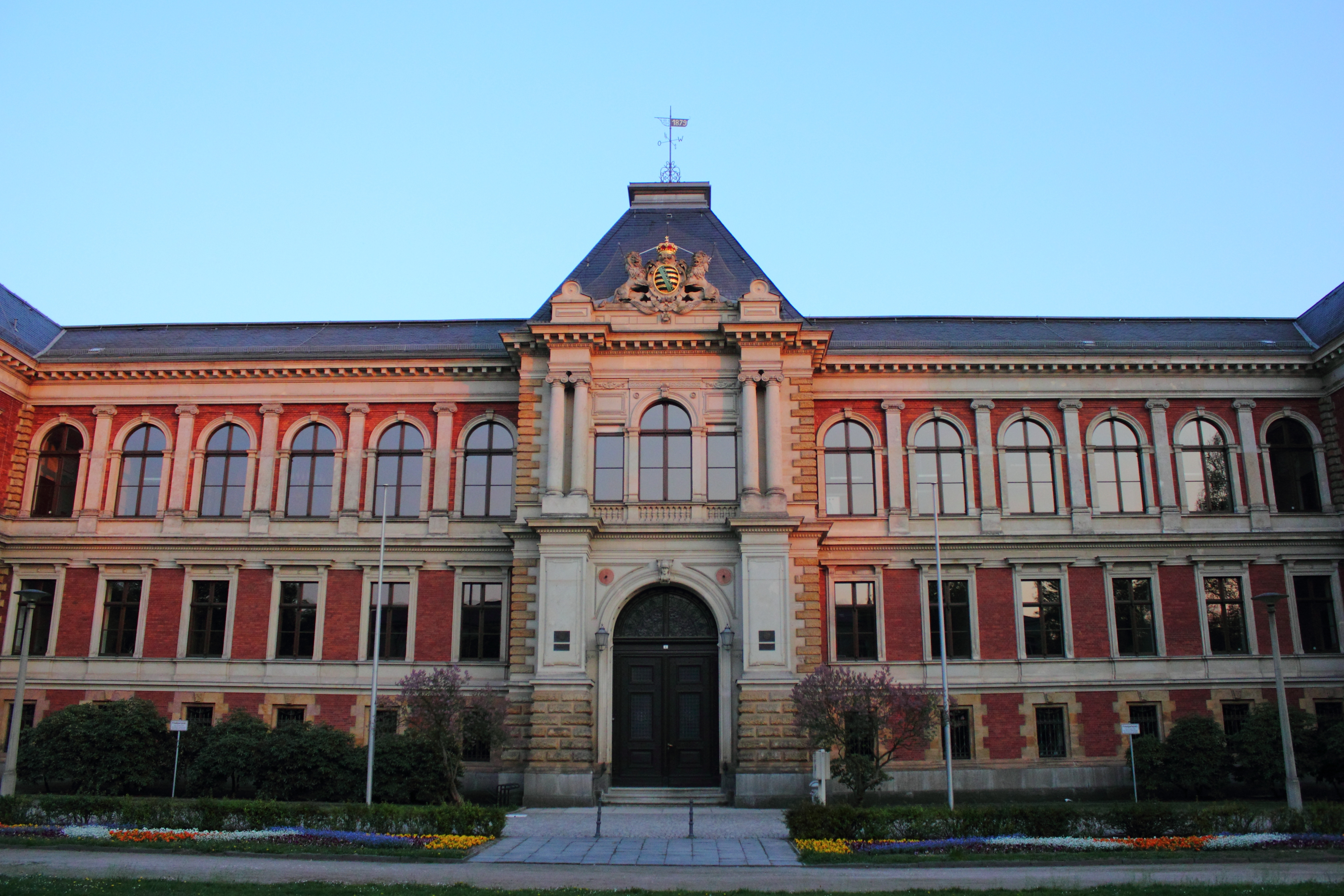
Amtsgericht Zwickau (im selben Gebäude das Landgericht), 2011

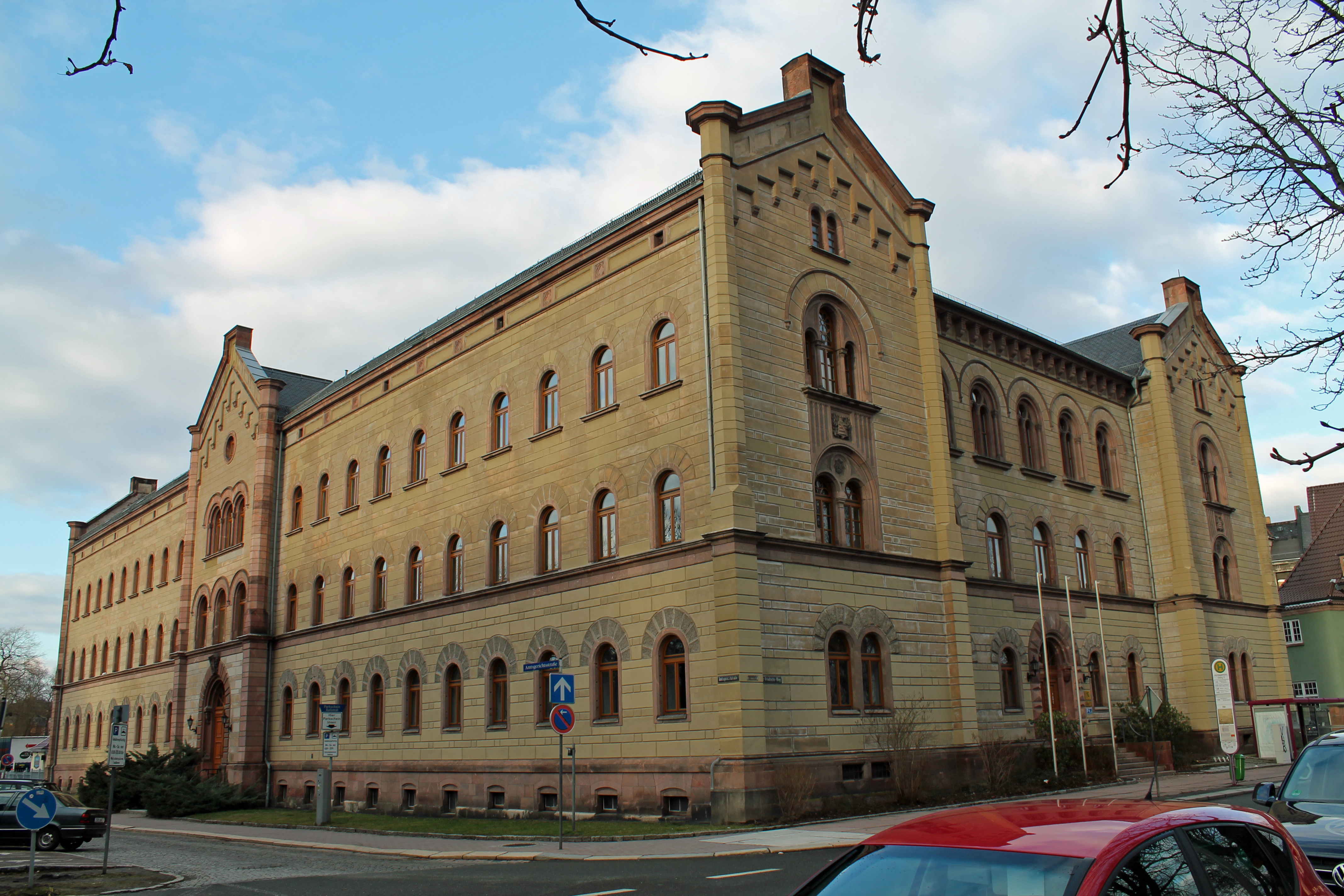
Das ehemalige Amtsgerichtsgebäude in der Amtsgerichtsstraße (2013)

Das Amtsgericht Zwickau ist ein Gericht der ordentlichen Gerichtsbarkeit und eines von insgesamt 25 Amtsgerichten im Freistaat Sachsen.

## Gerichtssitz und -bezirk
Der Gerichtsbezirk des Amtsgerichtes Zwickau umfasst die Städte/Gemeinden Fraureuth, Hartenstein (Sachsen), Langenbernsdorf, Langenweißbach, Lichtentanne, Mülsen, Neukirchen/Pleiße, Reinsdorf, Werdau, Wildenfels, Wilkau-Haßlau, Crimmitschau, Dennheritz, Crinitzberg, Hartmannsdorf bei Kirchberg, Hirschfeld, Kirchberg und Zwickau (§ 1 Abs. 4, Anlage Nr. 25 Sächsisches Justizgesetz). Das Gericht hat seinen Sitz in Zwickau, Platz der Deutschen Einheit 1. Seit dem 1. Januar 2013 ist das Amtsgericht Zwickau auch Zentrales Vollstreckungsgericht für das Land Sachsen.

## Übergeordnete Gerichte
Dem Amtsgericht Zwickau ist das Landgericht Zwickau unmittelbar übergeordnet. Zuständiges Oberlandesgericht ist das Oberlandesgericht Dresden.

## Geschichte
In Zwickau bestand bis 1879 das Gerichtsamt Zwickau als Eingangsgericht. Im Rahmen der Reichsjustizgesetze wurden 1879 im Königreich Sachsen die Gerichtsämter aufgehoben und Amtsgerichte, darunter das Amtsgericht Zwickau, geschaffen. Der Gerichtssprengel umfasste Zwickau, Auerbach, Bockwa, Brand, Cainsdorf mit Niedercainsdorf, Crossen, Ebersbrunn, Eckersbach, Helmsdorf, Jüdenhain, Lichtentanne, Marienthal, Mosel (Mittel-, Nieder- und Obermosel), Niederhaßlau, Niederhohndorf, Niederplanitz, Oberhaßlau mit „auf dem Berge“, Oberhohndorf, Oberplanitz mit Waldhäusern, Pöhlau mit Häusern am Pöhlholz, Pölbitz, Reinsdorf mit Pöhlau, Rosenthal, Schedewitz, Schneppendorf, Schönfels (Alt- und Neu-), Stenn, Thanhof, Vielau mit Sandberg, Weißenborn mit grünem Tal und Wendischrottmannsdorf und Wilkau. Das Amtsgericht Zwickau war eines von 16 Amtsgerichten im Bezirk des Landgerichtes Zwickau. Der Amtsgerichtsbezirk umfasste danach 83.560 Einwohner. Das Gericht hatte damals sieben Richterstellen und war das größte Amtsgericht im Landgerichtsbezirk.
Durch die Verordnung zur Änderung von Gerichtsbezirken im Lande Sachsen vom 5. Mai 1951 wurden die Gerichtsbezirke in der DDR an die Landkreise angepasst. Der Sprengel des Amtsgerichtes Zwickau war damit der Land- und der Stadtkreis Zwickau. Im Jahre 1952 wurde das Amtsgericht Zwickau aufgehoben und das Kreisgericht Zwickau an seiner Stelle neu geschaffen. Gerichtssprengel war nun der Kreis Zwickau. Durch das Sächsische Gerichtsorganisationsgesetz wurde nach dem Zusammenbruch der DDR 1992 das Amtsgericht Zwickau wieder gebildet.